# 藤田隆乗
藤田 隆乗（ふじた りゅうじょう、1955年 - ）は真言宗の僧侶で川崎大師平間寺の45代目住職。大僧正。

## 略歴
1985年（昭和60年）大正大学大学院博士後期課程修了、同年、ハワイ大学に留学。
大正大学講師、川崎大師執事などを歴任。
先代高橋隆天遷化により、2006年（平成18年）10月10日付けにて平間寺住職となる。
2016年密教教化賞受賞。